# Giovanni Galeone
Giovanni Galeone (né le 25 janvier 1941 à Naples) est un ancien joueur et un entraineur de football italien.

## Biographie

### Carrière de joueur
Giovanni Galeone, né à Naples, part dans le nord de l’Italie au début de sa carrière et joue au Ponziana Calcio, Monza et à l'Udinese Calcio.

### Carrière d’entraineur
Giovanni Galeone commence sa carrière d’entraineur à 34 ans, en Serie D avec Pordenone Calcio durant la saison 1975/1976, il obtient la 11e place. Sa première saison dans une ligue professionnelle arrive durant la saison 1978/1979 pour Cremonese en Serie C1, mais il est limogé en cours de saison. 
Après quelques autres expériences, dont trois excellentes saisons avec SPAL en Série C1 en 1986/1987, Galeone signe en Série B avec le Pescara Calcio, une équipe où son nom restera dans les mémoires. Dans ses débuts avec Pescara, Galeone gagne la Série B et monte directement en Série A et réussit à sauver Pescara de la relégation la saison suivante. 
Il quitte Pescara en 1988/1989, après la relégation, mais revient en 1990/1991 et ramène le club en Série A en 1991/1992. 
En dehors de Pescara, Galeone a entrainé aussi l'Udinese en 1994/1995, où il est promu en Série A, Pérouse en 1995/1996, Naples en 1997/1998 et Ancône en 2003/2004. 
En 2006, il revient à l'Udinese, où il a été rappelé pour remplacer Loris Dominissini et Roberto Sensini à la tête des bianconeri.
Giovanni Galeone est connu pour être un fervent admirateur du 4-3-3 avec une zone de marquage et un style d’attaque dans le jeu, qui fera de lui l'un des plus grands innovateurs italiens des années 1980 au côté d'Arrigo Sacchi. À 65 ans, il est devenu le plus vieux entraineur de Série A en 2006/2007, avant d’avoir été renvoyé le 16 janvier après un désaccord avec le club.
Le 19 juillet 2007, il revient à Pescara, mais cette fois c’est en tant que consultant technique apurés du nouvel entraineur, Andrea Camplone, l'un de ses anciens joueurs dans les années 1990, mais il quitte le club un mois plus tard.